# Gare de La Voulte-sur-Rhône
La gare de La Voulte-sur-Rhône est une ancienne gare ferroviaire française de la ligne de Givors-Canal à Grezan et de la ligne de Livron à La Voulte située sur le territoire de la commune de La Voulte-sur-Rhône, dans le département de l'Ardèche, en région Auvergne-Rhône-Alpes.
Elle est mise en service en 1862 à proximité du pont de chemin de fer sur le Rhône. Elle n'est plus utilisée par les voyageurs en service régulier depuis 1973.
Depuis 1977, la gare d'origine a été fermée au profit de nouvelles installations plus proches de la ville.

## Histoire

### Première gare
La concession à titre éventuel d'un chemin de fer de Privas à la ligne de Lyon à Avignon avec prolongement sur Crest est accordée à la Compagnie des chemins de fer de Paris à Lyon et à la Méditerranée (PLM) par la loi du 19 juin 1857.
La ligne a été déclarée d'utilité publique le 3 août 1859. Le tracé retenu passait par Le Pouzin, par ou près La Voulte-sur-Rhône et par ou près Livron.
Pour la traversée du Rhône à moindre frais, les ingénieurs choisissent de franchir le fleuve en aval de La Voulte moyennant un tunnel en courbe pour intercepter le cours d'eau à angle droit. La gare se trouvait donc à l'écart de la ville.
Cette configuration, coincée entre un tunnel et le Rhône, nécessitera de créer une jonction à 90° avec la section de La Voulte à Givors-Canal, inaugurée en 1874, de la ligne de Givors-Canal à Grezan. Une gare à marchandises et des installations pour les voyageurs seront établis de part et d'autre.
Cette dernière ligne recevra un dépôt et une gare de triage à La Voulte-sur-Rhône lesquelles, à cause du manque de place, seront établies dans une plaine en amont de La Voulte-sur-Rhône.
Le viaduc sur le Rhône est détruit pendant la seconde guerre mondiale, le trafic sur l'embranchement de Livron est alors suspendu jusqu'à la reconstruction du pont.
Avec le temps, les voyageurs se faisant plus rares sur la ligne de la rive droite du Rhône, la SNCF décide de supprimer les trains de voyageurs de cette ligne, desservant La Voulte-sur-Rhône, en septembre 1973.

### Seconde gare
Cependant, la ligne est électrifiée de 1977 à 1978. À cette occasion, la jonction particulière, avec tunnel et croisement à niveau à angle droit, disparaît au profit d'une courbe serrée. Le tunnel, reconverti en champignonnière puis abandonné, existe toujours.
La même année, la gare aux voyageurs de La Voulte, excentrée par rapport à la ville, n'a plus de raison d'être et ferme au profit d'un nouveau bâtiment de gare bordant la gare de triage au nord de la ville.
Bien que dépourvue de trafic voyageurs, cette gare a néanmoins été dotée de deux quais, desservis par quatre voies, utilisés en cas de fermeture pour travaux de la ligne de Paris-Lyon à Marseille-Saint-Charles ou de circulations exceptionnelles.

### Gare des CFD
Les Chemins de fer départementaux (CFD) du Vivarais exploitèrent, de 1891 à 1968, une ligne à voie métrique de près de 50 km de La Voulte au Cheylard. Le terminus de cette ligne faisait face à la gare PLM de La Voulte et les trains empruntaient une partie de la ligne du "grand" chemin de fer moyennant une section à trois files de rails.

## Patrimoine ferroviaire
Le bâtiment voyageurs d'origine, à l'angle des deux lignes est reconverti en habitation. L'ancienne halle à marchandises et le tunnel se trouvent à proximité.
Doté de cinq travées, dont trois constituant la partie centrale, il est flanqué par une extension en "L" à l'angle des voies. Le bâtiment principal possède encore sa marquise.
Du côté de la nouvelle gare, la rotonde à locomotives datant du XIXe siècle est toujours présente, reconvertie en entrepôt.